# Kurt Hamrin
Kurt Roland „Kurre“ Hamrin (* 19. November 1934 in Stockholm; † 4. Februar 2024 in Florenz) war ein schwedischer Fußballspieler und -trainer sowie Eishockeyspieler. 1958 wurde er mit der schwedischen Nationalmannschaft Vizeweltmeister. Er war der letzte Überlebende des Weltmeisterschaftsfinales von 1958 zwischen Schweden und Brasilien.
Der Rechtsaußen spielte ursprünglich für AIK Solna, wo er 1955 mit 22 Treffern Torschützenkönig der ersten Liga wurde. Er trat bei Solna zudem für die Eishockeymannschaft des Vereins an und bestritt auch zwei Länderspiele für die Eishockeynationalmannschaft. Mitte der 1950er Jahre wechselte er nach Italien. Dort spielte er unter anderem neun Jahre für den AC Florenz, wo er 1961 und 1966 den italienischen Pokal und 1961 den Europapokal der Pokalsieger gewann. In seinen beiden Jahren beim AC Mailand gewann er 1968 die italienische Meisterschaft und erneut den Europapokal der Pokalsieger sowie 1969 den Europapokal der Landesmeister.  In der ewigen Torschützenliste der italienischen Serie A rangierte Hamrin mit 191 Toren in 400 Spielen – ein Durchschnitt von 0,48 Toren pro Spiel – auf Platz neun.

## Karriere

### Im Verein
Hamrin war nicht der einzige Skandinavier, der im Sommer Fußball und im Winter Eishockey spielte – aber er war einer der wenigen, die es in beiden Sportarten zum Nationalspieler brachten: „Kurre“, so sein schwedischer Spitzname, entschied sich trotz zweier Eishockey-Länderspiele schließlich für den Rasensport und wurde mit AIK 1952 Zweitligameister und Aufsteiger.
Ab 1956 wandelte der Rechtsaußen auf den Spuren seiner Landsleute Gunnar Gren, Gunnar Nordahl und Nils Liedholm und wurde Profi in Italien. Dort wurde aus Kurre das Vögelchen (ital. l’uccellino). In der Serie A feierte er insbesondere mit der Fiorentina und dem AC Mailand, wo er an der Seite von Karl-Heinz Schnellinger und Gianni Rivera spielte, seine meisten Erfolge: Er wurde Meister, zweimal Pokalsieger, gewann den Mitropapokal ebenso wie die Europapokale der Landesmeister und der Pokalsieger. Außerdem spielte er auch bei Juventus Turin, AC Padua und der AC Napoli. 1972 kehrte er kurzzeitig nach Schweden zurück und spielte zeitweise für IFK Stockholm, lebte anschließend bis zu seinem Tod 2024 aber wieder in Florenz, wo er sich beruflich als Versicherungsagent betätigte. 2011 erhielt er im Rahmen der Fotbollsgalan aus der Hand des amtierenden UEFA-Präsidenten Michel Platini den Ehrenpreis.

### In der Nationalmannschaft
Aufgrund der Profizeit in Italien kam Kurt Hamrin zwischen 1953 und 1965 nur auf 32 Einsätze für Schweden, erzielte aber auch dort 16 Tore. Bei der Weltmeisterschaft 1958 zählte er zu den besten Spielern im schwedischen Team und wurde Vizeweltmeister. Er schoss ein entscheidendes Tor gegen die deutsche Fußballnationalmannschaft im Halbfinale; für Teile der deutschen Öffentlichkeit war er hingegen eher der „Buhmann“, der in diesem Spiel den Platzverweis von Erich Juskowiak provoziert und dadurch Deutschlands Niederlage verschuldet habe.

## Erfolge und Auszeichnungen
AC Florenz
- Europapokal der Pokalsieger: 1960/61
- Italienischer Pokalsieger: 1960/61, 1965/66
- Mitropa-Cup: 1966

AC Mailand
- Italienischer Meister: 1967/68
- Europapokal der Landesmeister/UEFA Champions League: 1968/69
- Europapokal der Pokalsieger: 1967/68

Persönliche Auszeichnungen
- Torschützenkönig der schwedischen ersten Liga: 1955 (22 Tore)
- Torschützenkönig des Europapokals der Pokalsieger: 1960/61
- Torschützenkönig des italienischen Pokals: 1963/64, 1965/66
- Fotbollsgalan Ehrenpreis 2011